# Leæther Strip
Leæther Strip è un progetto musicale danese fondato il 31 gennaio del 1988 da Claus Larsen. Le influenze rientrano nel generi della electronic body music e della electro-industrial. 
Leæther Strip fu uno dei maggiori esponenti e più promettenti dell'ora defunta etichetta discografica tedesca Zoth Ommog. Per la distribuzione al di fuori dell'Europa, la musica aveva la licenza della casa discografica statunitense Cleopatra Records e Metropolis Records. Dopo la dimissione della Zoth Ommog avvenuta nel 1999, Larsen firmò con la Bloodline Records, con la quale pubblicò un solo singolo prima che la stessa etichetta fallisse. Dal 2005, Leæther Strip ha un contratto con l'etichetta discografica belga Alfa Matrix.

## Storia
Secondo quanto dice Claus Larsen, fondatore di Leæther Strip, questo progetto include come membro solamente lui. Larsen nacque il 13 novembre del 1967 a Aalborg, Danimarca. La sua prima pubblicazione musicale con il nome Leæther Strip è del 1989. Tuttavia, il lavoro uscito nel 1995 G.A.W.M.U.S. includeva due demo precedenti del 1982 e del 1984. Nel 1991, Larsen creò un progetto collaterale chiamato Klute nel quale egli era l'unico componente.
Si può definire, e lo è stato da parte di molti, che il suono di Leæther Strip attraverso gli anni novanta aiutò a definire ciò che è ora comunemente conosciuto come electro-industrial. Nel 1994, Claus Larsen cambiò drasticamente il suono di Leæther Strip, con la pubblicazione di un synthesized semi classical album. Concepito come colonna sonora per un film di fiction fu intitolato Serenade for the Dead. Le pubblicazioni sino ad allora avevano reincorporato elementi di electronic dance, e hanno ridefinito Leæther Strip in ciò che Larsen chiama, "symphonic electro".
Leæther Strip rimase in silenzio per alcuni anni dopo la pubblicazione del singolo Carry Me nel 2000 ed il sito ufficiale della band, che prima conteneva molte informazioni riguardanti il lavoro rimase offline. In attesa del ritorno in attività Larsen pubblicò remix della canzone Graograman dei KiEw versione EP (2003) si dice all'inizio della canzone, sing-song computer-generated voice, "Leæther Strip will return for more electronic mayhem". In un'intervista fatta nel 2005, Larsen rivelò che problemi con la casa discografica e personali avevano causato l'interruzione dell'attività dal 2000 al 2005.
Il 25 ottobre 2005, ha segnato il ritorno ufficiale di Leæther Strip con l'EP Suicide Bombers per l'etichetta Alfa Matrix. Claus Larsen ha aperto un blog per informare i suoi fan delle sue correnti attività e dei progressi in proposito. Seguirono pubblicazioni di due CD album After the Devastation, e l'uscita nel 2006 EP Walking on Volcanos e Fætish. Sempre nel 2006, Claus Larsen pubblicò una canzone sul suo sito di MySpace, un remix di Frank Tovey taught me things. La canzone è stata scaricata più di 10.000 volte.
Il 13 aprile del 2007, Leæther Strip pubblicò l'album The Giant Minutes to the Dawn. È stato reso disponibile in varie edizioni incluso un'edizione limitata speciale box-set nella quale sono inclusi i primi DVD della band. Secondo vari esperti del settore questo album costituisce il vero ritorno dei Leæther Strip.
In una intervista condotta dal giornale tedesco Uselinks, Larsen parlò della possibilità di fare un live show. Sebbene la sua salute non gli permetta una performance molto energica, egli promise che uno show era possibile se i suoi fan si accontentano di vederlo suonare da dietro un pianoforte.
Su YouTube Claus Larsen annunciò che il primo album di Leaether Strip album The Pleasure Of Penetration sarebbe stato ripubblicato come remastered in doppio cd il 13 novembre 2007, giorno del compleanno di Claus Larsen, con il titolo Retention n°1. La pubblicazione consiste in una serie di ripubblicazione del completo catalogo uscito per la Alfa Matrix. Ogni pubblicazione rimasterizzata sarà ri registrata con l'ausilio delle attuali tecnologie.

## Discografia

### Album
- 1989 - The Pleasure of Penetration
- 1990 - Science for the Satanic Citizen
- 1992 - Solitary Confinement
- 1993 - Underneath the Laughter
- 1994 - Serenade for the Dead
- 1995 - Legacy of Hate and Lust
- 1996 - The Rebirth of Agony
- 1997 - Self-Inflicted
- 2005 - After the Devastation (2 CD)
- 2007 - The Giant Minutes to the Dawn

### EP/singoli
- 1989 - Japanese Bodies - 12"S
- 1990 - Aspects of Aggression - EP CD
- 1991 - Object V - EP CD
- 1991 - Material - EP CD
- 1994 - Positive Depression - EP CD
- 1997 - Anal Cabaret: A Tribute to Soft Cell - EP CD
- 2000 - Carry Me - CDS
- 2005 - Suicide Bombers - EP CD
- 2006 - Walking on Volcanos - EP CD
- 2006 - Fætish - EP CD

### Compilation
- 1992 - Penetrate the Satanic Citizen
- 1993 - Fit for Flogging
- 1995 - Double or Nothing (2 CD)
- 1995 - Getting Away With Murder: Murders from 1982 to 1995
- 1996 - Best of Leæther Strip
- 1997 - Retrospective
- 2005 - Satanic Reasons: The Very Best Of (2 CD)

### Edizioni limitate
- 1992 - Yes, I'm Limited - EP CD
- 1996 - Yes, I'm Limited Vol. II
- 1998 - Yes, I'm Limited Vol. III (2 CD)
- 2005 - ÆFTERSHOCK - CDS (only available with the After the Devastation limited box edition)
- 2006 - Hælloween - EP CD (only available with the Fætish limited box edition)
- 2007 - The Hourglass - EP CD (only available with the The Giant Minutes to the Dawn limited box edition)

### DVD
- 2007 - Watch - DVD NSTC region 0 (only available with the limited box edition The Giant Minutes to the Dawn)

### Altro
- 1999 - Serenade for the Dead (re-mastered) (2 CD)
- 2006 - After the Devastation (Limited 3 CD Special Bag Edition)

Limited edition of the double album includes: After The Devastation" Limited Edition 3-CD Box Set, "Evacuate Or Die", Double Sided Printed T-Shirt, Poster and Deluxe Bag, Matri-X-traX Chapter I and some postcards
- 2006 - Fætish (Limited 2 CD Box)

Limited to 2000 copies including "Hælloween" 5-track EP, some special fetish goodies (condom, button, postcards) and a booklet full of Leæther Strip fans fetish artwork.
- 2007 - The Giant Minutes to the Dawn (2 CD+DVD fan boxset)

Limited edition including "The Hourglass" EP, "Watch" DVD, the "Trust your instinct" T-shirt and some fan goodies